# 사회학적 상상력 (책)
《사회학적 상상력》은 미국의 사회학자 C. 라이트 밀즈의 저서이다. 원문은 옥스퍼드 대학교 출판부를 통해서 1959년 출판되었으며 한국어판은 영문 1975년 개정판을 기준으로 1978년에 초판 번역되었다. 2004년 2월 28일 개정판이 출간되었다.
10개의 장과 부록, 감사의 말, 후기로 이루어져 있으며, 대한민국 대학교의 사회학과에서 널리 교과서로 채택되고 있는 사회학의 고전이며 입문서이다. 이 책을 통해 밀즈는 그동안 관념적으로 존재했던 사회학적 상상력을 처음으로 개념화하였다.

## 주요 내용
사회학적 상상력은 거대한 사회적 힘과 개인적 행위 사이를 연관짓는, '~한 관점에서 다른 관점으로... 시선을 옮겨 가는 능력'이다(20p). 현대 사회에서 개인이 느끼는 '불안감'에 대한 정신병리학적 해석을 부정하고 내놓은 사회학적 대답이다(26p). 밀즈는 이 책을 통해서 당시 미국에 유행하던 사회과학의 문제점들을 비판하였다. 개념만을 강조하는 '거대이론'과 미시적 방법론만을 강조하는 '추상적 경험주의'에는 각각 한 장을 할애하여 비판하고 있다. '사회학적 상상력'이라는 개념을 통해서 구조기능주의를 극복하고 사회과학의 새로운 추동력을 얻고자 하였다.(1장)

## 같이 보기
- 사회학적 상상력

1. ↑  C. 라이트 밀즈, 라이트 밀즈 (2004년 2월 28일). 《사회학적 상상력》. 돌베게. 300쪽.